# Мельбурн (Флорида)
Ме́льбурн (англ. Melbourne) — місто (англ. city) в США, в окрузі Бревард на сході штату Флорида, на узбережжі Атлантичного океану. Населення — 84 678 осіб (2020). Мельбурн є головним містом агломерації Палм-Бей-Мельбурн-Тітусвилл — 536 357 осіб (2009 рік).
Середньодобова температура липня — +28 °C, січня — +16 °C. Щорічні опади — 1230 мм з піком на травень-жовтень місяці.
Біля міста розташований Мельбурнський міжнародний аеропорт.

## Географія
Мельбурн розташований за координатами 28°6′59″ пн. ш. 80°38′45″ зх. д. / 28.11639° пн. ш. 80.64583° зх. д. (28.116326, -80.645713).  За даними Бюро перепису населення США в 2010 році місто мало площу 102,49 км², з яких 87,70 км² — суходіл та 14,78 км² — водойми. В 2017 році площа становила 129,23 км², з яких 114,30 км² — суходіл та 14,93 км² — водойми.

### Клімат
| Клімат : Мельбурн       | Клімат : Мельбурн | Клімат : Мельбурн | Клімат : Мельбурн | Клімат : Мельбурн | Клімат : Мельбурн | Клімат : Мельбурн | Клімат : Мельбурн | Клімат : Мельбурн | Клімат : Мельбурн | Клімат : Мельбурн | Клімат : Мельбурн | Клімат : Мельбурн | Клімат : Мельбурн |
| Показник                | Січ.              | Лют.              | Бер.              | Квіт.             | Трав.             | Черв.             | Лип.              | Серп.             | Вер.              | Жовт.             | Лист.             | Груд.             | Рік               |
| Абсолютний максимум, °C | 31,7              | 33,3              | 33,9              | 36,1              | 37,2              | 38,3              | 38,9              | 38,3              | 36,7              | 35,6              | 32,8              | 33,9              | 38,9              |
| Середній максимум, °C   | 21,9              | 23,1              | 24,9              | 26,9              | 29,5              | 31,4              | 32,2              | 32,1              | 30,9              | 28,6              | 25,6              | 22,9              | 27,5              |
| Середній мінімум, °C    | 10,3              | 11,8              | 13,8              | 16,1              | 19,8              | 22,3              | 22,8              | 23,1              | 22,9              | 20,2              | 15,8              | 12,1              | 17,6              |
| Абсолютний мінімум, °C  | −7,2              | −2,8              | −1,1              | 1,7               | 8,3               | 12,8              | 15,6              | 15,6              | 13,9              | 5,0               | −1,1              | −6,1              | −7,2              |
| Норма опадів, мм        | 56                | 60                | 82                | 52                | 80                | 163               | 146               | 182               | 179               | 124               | 74                | 60                | 1260              |
| Днів з опадами          | 7,4               | 7,5               | 7,8               | 5,9               | 7,4               | 12,7              | 12,2              | 14,2              | 13,6              | 10,8              | 8,4               | 8,0               | 115,9             |
| ----------------------- | ----------------- | ----------------- | ----------------- | ----------------- | ----------------- | ----------------- | ----------------- | ----------------- | ----------------- | ----------------- | ----------------- | ----------------- | ----------------- |
| Джерело: NOAA           |                   |                   |                   |                   |                   |                   |                   |                   |                   |                   |                   |                   |                   |

## Демографія

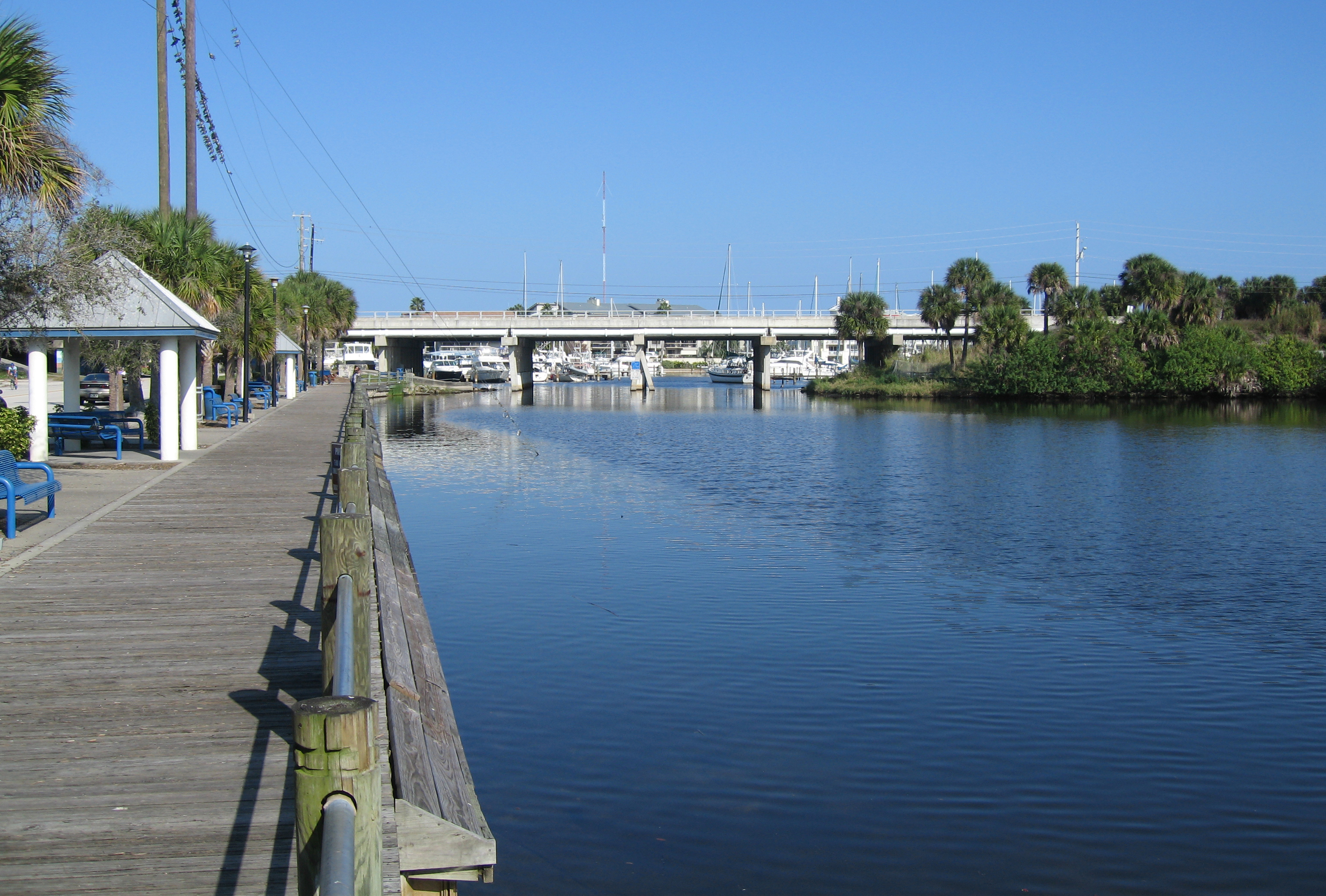
Річечка Крейн-крік

Згідно з переписом 2010 року, у місті мешкало 76 068 осіб у 34 040 домогосподарствах у складі 18 926 родин. Густота населення становила 742 особи/км².  Було 38955 помешкань (380/км²).
Расовий склад населення:
| - 80,9 % — білих - 10,3 % — чорних або афроамериканців - 3,1 % — азіатів - 0,3 % — корінних американців - 0,1 % — вихідців з тихоокеанських островів - 2,1 % — осіб інших рас |

До двох чи більше рас належало 3,1 %. Частка іспаномовних становила 8,9 % від усіх жителів.
За віковим діапазоном населення розподілялося таким чином: 18,3 % — особи молодші 18 років, 61,7 % — особи у віці 18—64 років, 20,0 % — особи у віці 65 років та старші. Медіана віку мешканця становила 43,3 року. На 100 осіб жіночої статі у місті припадало 94,3 чоловіків;  на 100 жінок у віці від 18 років та старших — 91,6 чоловіків також старших 18 років.
Середній дохід на одне домашнє господарство  становив 52 778 доларів США (медіана — 40 219), а середній дохід на одну сім'ю — 66 010 доларів (медіана — 52 162). Медіана доходів становила 40 977 доларів для чоловіків та 31 979 доларів для жінок. За межею бідності перебувало 15,9 % осіб, у тому числі 21,0 % дітей у віці до 18 років та 10,6 % осіб у віці 65 років та старших.
Цивільне працевлаштоване населення становило 33 854 особи. Основні галузі зайнятості: освіта, охорона здоров'я та соціальна допомога — 23,4 %, роздрібна торгівля — 14,5 %, науковці, спеціалісти, менеджери — 12,9 %.

## Персоналії
- Джим Моррісон (1943-1971) — американський музикант, поет і кінорежисер, вокаліст та лідер гурту «The Doors».